# Musée national d'art de Novossibirsk
Le musée national d'art de Novossibirsk (Новосибирский государственный художественный музей), est un musée d'art situé à Novossibirsk en Russie. Il est dirigé depuis 2021 par Ekaterina Boldyreva.

## Historique
A été créée en 1957. Elle s'est ouverte le 27 décembre 1958. Le musée possède un bâtiment construit en 1925 par l'architecte Andreï Kriatchkov,. 

## Collections

### Peinture russe du xviiie siècle au début du xxe siècle
Parmi les œuvres exposées au musée, on trouve notamment celles de peintres tels que Dmitri Levitski, Vladimir Borovikovski, Vassili Rodtchev, Vassili Tropinine, Sergueï Zarianko, Ivan Aïvazovski, Vassili Poukirev, Illarion Prianichnikov, Alexandre Benois, Zinaïda Serebriakova. 

### L'art du xxe siècle- xxie siècle
Parmi les peintres exposés, on trouve notamment dans ce département : Kouzma Petrov-Vodkine, Konstantine Iouon, Kliment Red'ko, Ilia Machkov, Alexandre Kouprine, Pavel Korine, Viktor Popkov.

### Artistes étrangers
Parmi les œuvres d'artistes étrangers, on trouve au musée des œuvres du Hollandais Allaert van Everdingen, du Français Nicolas Poussin.

## Galerie

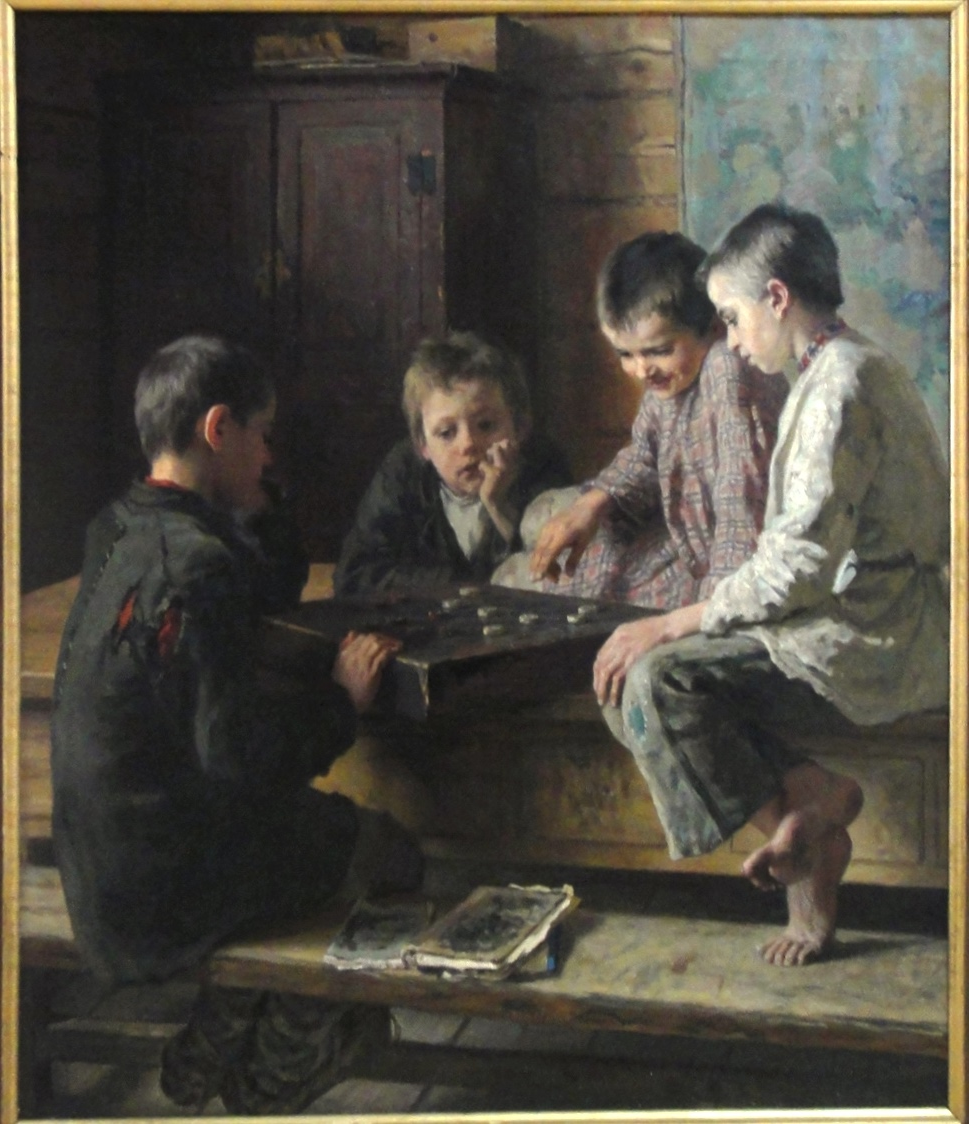
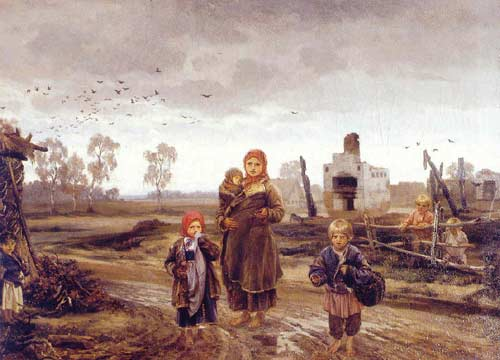
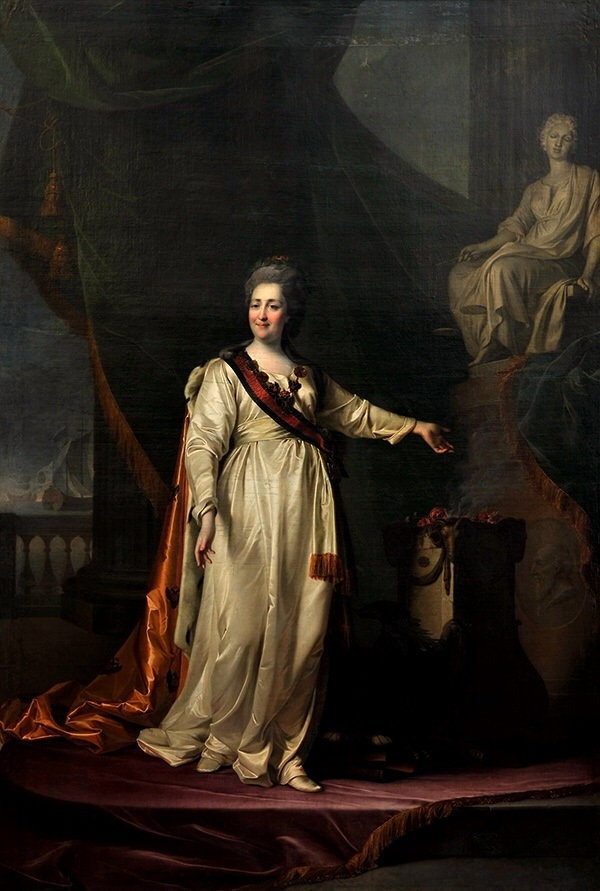
Catherine II en législatrice dans le temple de la déesse de la Justice par Dmitri Levitski
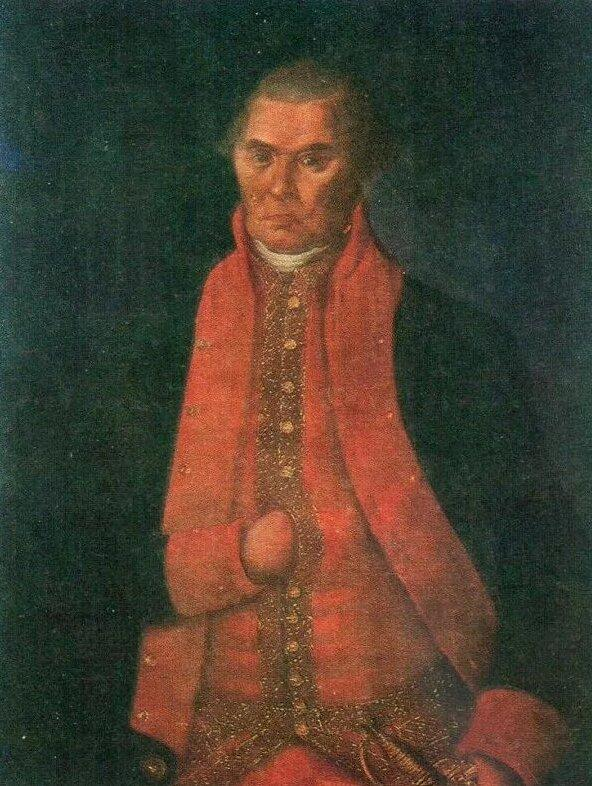
Portrait d'Alexeï Tatichtchev
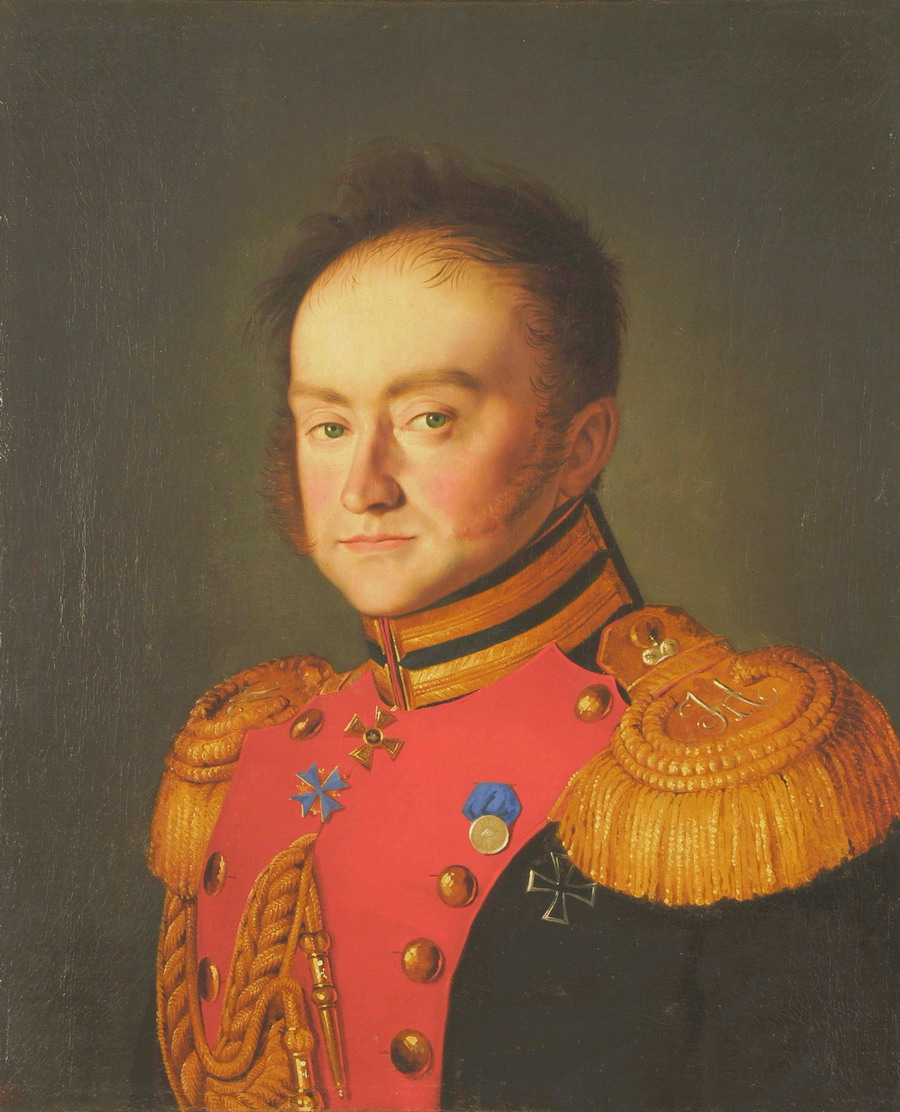
Portrait de Nikolaï Sturner par Alexeï Varnek
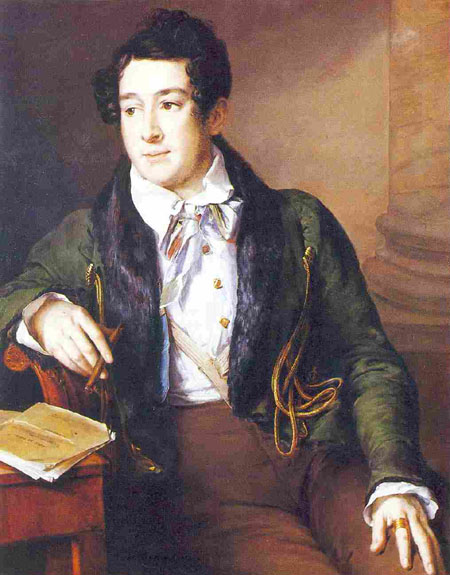
Portrait d'Alexandre Dolgoroukov par Vassili Tropinine